# Lunch atop a Skyscraper

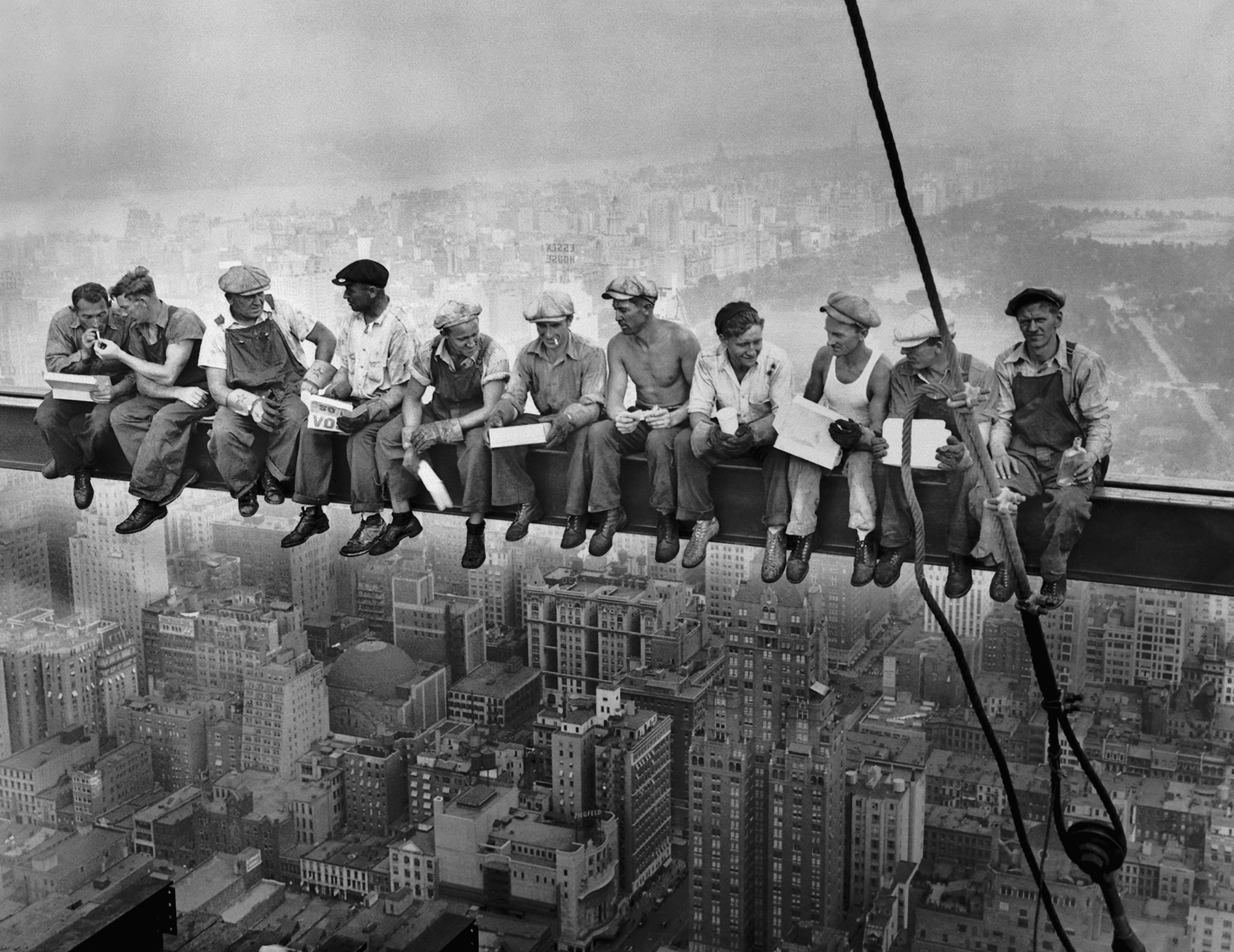
Lunch atop a Skyscraper.

Lunch atop a Skyscraper, översatt till svenska ungefär Lunch uppe på en skyskrapa, är ett svartvitt fotografi taget 1932, under byggandet av RCA Building (Comcast Building sedan 2015), den största byggnaden inom Rockefeller Center i New York, USA.
Fotografiet föreställer elva män som sitter och äter lunch på en svetsad balk, med fötterna dinglande 256 meter ovanför New Yorks gator. Männen bar ingen säkerhetssele, vilket kan kopplas till stora depressionen, då personer var villiga att ta vilka arbeten som helst oavsett säkerhetsrisken. Fotot togs den 20 september 1932 på den 69:e våningen under de sista månaderna av byggandet. Det gjordes under ett fototillfälle med flera fotografer i syfte att marknadsföra den nya skyskrapan, och bilden är iscensatt  – även om personerna på bilden förvisso var byggnadsarbetare som arbetade på skyskrapan. Ingen av männen på bilden har med säkerhet identifierats men många personer hävdar att det är släktingar till dem. Bland annat har två personer från Halland, Albin Svensson från Välasjö respektive John Johansson i Backagård, uppgetts vara personerna fem och sex från vänster.
Glasnegativet ägs av Corbis Corporation sedan 1995 och de hävdar upphovsrätt till bilden. Tidigare angavs fotografen som okänd, men sedan 2003 har Charles Clyde Ebbets angetts som fotograf. Corbis Corporation har åter börjat ange att fotografen är okänd eftersom de vet att det var flera fotografer på plats, men flera källor anger fortfarande Ebbets.